# FC Series de 2016
A FC Series de 2016, então denominada Florida Cup, foi a segunda edição deste evento esportivo, um torneio amistoso de futebol masculino, realizado nas cidades de Boca Raton, Orlando e Fort Lauderdale, no estado da Flórida, Estados Unidos. O torneio contou com a participação de nove clubes de cinco países diferentes e ocorreu de 10 a 20 de janeiro, período durante o qual cada equipe disputou dois jogos. O título foi conquistado pelo Atlético Mineiro, o único clube a vencer suas duas partidas, totalizando seis pontos ao final do torneio.

## Formato e participantes
O anúncio dos primeiros clubes confirmados para a segunda edição do torneio aconteceu em agosto de 2015. Na ocasião, Corinthians e Fluminense foram apresentados como os representantes brasileiros, enquanto Bayer Leverkusen e Schalke 04 foram anunciados como os clubes alemães. O Flamengo foi considerado, mas o Fluminense tinha prioridade para retornar, uma decisão reforçada pela contratação de Ronaldinho Gaúcho, que a organização do evento via como um grande atrativo para o público. Dois meses depois, em outubro de 2015, foram confirmados mais quatro clubes: os brasileiros Atlético Mineiro e Internacional, o colombiano Santa Fe e o ucraniano Shakhtar Donetsk. Posteriormente, o Fort Lauderdale Strikers foi adicionado à lista de participantes, elevando o número de oito para nove clubes.
Inicialmente, o formato previsto dividia os oito clubes em dois grupos de quatro, em um sistema de pontos corridos. No entanto, com a inclusão do clube norte-americano, o formato foi ajustado, de modo que cada equipe disputaria duas partidas, e o campeão seria determinado pela maior pontuação, semelhante à edição anterior.
| País           | Equipe                   |
| -------------- | ------------------------ |
| Alemanha       | Bayer Leverkusen         |
| Alemanha       | Schalke 04               |
| Brasil         | Atlético Mineiro         |
| Brasil         | Corinthians              |
| Brasil         | Fluminense               |
| Brasil         | Internacional            |
| Colômbia       | Santa Fe                 |
| Estados Unidos | Fort Lauderdale Strikers |
| Ucrânia        | Shakhtar Donetsk         |

## Resumo
O torneio teve a participação de nove clubes, incluindo quatro brasileiros, dois alemães, um colombiano, um norte-americano e um ucraniano. Começou no dia 10 de janeiro, com o confronto entre Bayer Leverkusen e Santa Fe, que terminou com a vitória da equipe alemã por 1 a 0. Nesse mesmo dia, o Schalke 04 derrotou o Fort Lauderdale Strikers por 2 a 0, assumindo temporariamente a liderança da competição. No entanto, o clube alemão perdeu essa posição três dias depois, em 13 de janeiro, ao enfrentar o Atlético Mineiro em sua segunda e última partida, onde foi derrotado por 3 a 0. Nesse dia, também se deu o encerramento da participação do Bayer Leverkusen, que empatou em 3 a 3 com o Internacional.
No dia 17 de janeiro, três partidas foram realizadas na competição. Em Boca Raton, o Atlético Mineiro venceu o Corinthians por 1 a 0, alcançando sua segunda vitória, o que o tornou o único clube a conseguir esse feito e, consequentemente, lhe garantiu o título. Na mesma cidade, o Santa Fe derrotou o Fort Lauderdale por 2 a 1, encerrando a participação de ambas as equipes na competição. Enquanto isso, em Orlando, Fluminense e Shakhtar Donetsk fizeram suas estreias empatando em 1 a 1, em uma partida marcada por um gol perdido por Ronaldinho Gaúcho.
Os últimos dois jogos da segunda edição do Torneio da Flórida ocorreram em 20 de janeiro. O Internacional venceu o Fluminense por 1 a 0, terminando em terceiro lugar, não conseguiu ultrapassar o Bayer Leverkusen devido ao número de cartões recebidos. Por sua vez, o Corinthians encerrou sua participação com uma vitória sobre o Shakhtar Donetsk por 3 a 2.

### Gerais
- «Tabela da Florida Cup de 2016». Superesportes. Consultado em 3 de novembro de 2024. Cópia arquivada em 18 de agosto de 2022

### Específicas
1. ↑  «Florida Cup define tabela com confrontos entre times brasileiros». Gazeta News. 29 de outubro de 2016. Consultado em 3 de novembro de 2024. Cópia arquivada em 8 de dezembro de 2022
2. ↑  «Fluminense confirma participação na Florida Cup de 2016». O Globo. 6 de agosto de 2015. Consultado em 3 de novembro de 2024. Cópia arquivada em 10 de agosto de 2015
3. ↑  «Corinthians e Flu voltam aos EUA para a Florida Cup em janeiro de 2016». GloboEsporte.com. 6 de agosto de 2015. Consultado em 3 de novembro de 2024. Cópia arquivada em 5 de outubro de 2015
4. ↑  «Além de Timão e Flu, Florida Cup-2016 terá Schalke 04 e Leverkusen». Lance!. Consultado em 3 de novembro de 2024. Cópia arquivada em 3 de novembro de 2024
5. 1 2  «Clube colombiano fica com a última vaga da Florida Cup 2016, que terá presença do Galo». Superesportes. 2 de outubro de 2015. Consultado em 3 de novembro de 2024. Cópia arquivada em 4 de novembro de 2015
6. ↑  «Atlético vai encarar rival do Brasileirão e vítima da excursão de 1950 na Florida Cup 2016». Hoje em Dia. 7 de outubro de 2015. Consultado em 3 de novembro de 2024. Cópia arquivada em 3 de novembro de 2024
7. ↑  Frederico Ribeiro (3 de setembro de 2015). «Atlético disputará a Florida Cup com Shakhtar, Bayer Leverkusen e Schalke 04». Hoje em Dia. Consultado em 3 de novembro de 2024. Cópia arquivada em 3 de novembro de 2024
8. ↑  «Florida Cup divulga tabela; Veja quem Flu, Timão, Galo e Inter enfrentam!». O Globo. Consultado em 3 de novembro de 2024. Cópia arquivada em 3 de novembro de 2024
9. ↑  «Florida Cup define tabela com confrontos entre times brasileiros». Gazeta Esportiva. 7 de outubro de 2016. Consultado em 3 de novembro de 2024. Cópia arquivada em 3 de novembro de 2024
10. ↑  «Com Inter, Fluminense, Galo e Timão, Florida Cup tem programação definida». GloboEsporte.com. 7 de outubro de 2015. Consultado em 3 de novembro de 2024. Cópia arquivada em 9 de outubro de 2015
11. ↑  «Primeiro adversário do Inter em 2016, Bayer Leverkusen estreia com vitória na Florida Cup». Zero Hora. 10 de janeiro de 2016. Consultado em 3 de novembro de 2024. Cópia arquivada em 3 de novembro de 2024
12. ↑  «Bayer Leverkusen abre Florida Cup com vitória magra sobre o Santa Fe». Gazeta Esportiva. 10 de janeiro de 2016. Consultado em 3 de novembro de 2024. Cópia arquivada em 12 de janeiro de 2016
13. ↑  «Schalke 04 vence Fort Lauderdale Strikers pela Florida Cup». Correio do Povo. 11 de janeiro de 2016. Consultado em 3 de novembro de 2024. Cópia arquivada em 3 de novembro de 2024
14. ↑  «Schalke 04 vence o Fort Lauderdale e se torna líder do Torneio da Flórida». GloboEsporte.com. 11 de janeiro de 2016. Consultado em 3 de novembro de 2024. Cópia arquivada em 19 de janeiro de 2016
15. ↑  «Atlético-MG inicia 2016 com vitória por 3 a 0 sobre o Schalke 04». O Estado de S. Paulo. 14 de janeiro de 2016. Consultado em 3 de novembro de 2024. Cópia arquivada em 3 de novembro de 2024
16. ↑  «Com golaços e defesa de pênalti, Atlético vence o Schalke 04 na Florida Cup». Hoje em Dia. 13 de janeiro de 2016. Consultado em 3 de novembro de 2024. Cópia arquivada em 3 de novembro de 2024
17. ↑  «Gols relâmpago, troco de Chicharito e vaias: a estreia do Inter na Flórida». GloboEsporte.com. 14 de janeiro de 2016. Consultado em 3 de novembro de 2024. Cópia arquivada em 18 de março de 2016
18. ↑  Leandro Behs (14 de janeiro de 2016). «Na estreia na Florida Cup, Inter empata em 3 a 3 com o Bayer Leverkusen». Zero Hora. Consultado em 3 de novembro de 2024. Cópia arquivada em 3 de novembro de 2024
19. ↑  Bruno Cassucci (17 de janeiro de 2016). «Atlético-MG joga melhor, vence o Corinthians e conquista a Florida Cup». Lance!. Consultado em 3 de novembro de 2024. Cópia arquivada em 19 de janeiro de 2016
20. ↑  «É campeão! Atlético-MG bate Corinthians e conquista torneio». Terra. 17 de janeiro de 2016. Consultado em 3 de novembro de 2024. Cópia arquivada em 19 de julho de 2017
21. ↑  «Dominado, Corinthians perde para o Atlético-MG em estreia na Florida Cup». Folha de S.Paulo. 17 de janeiro de 2016. Consultado em 3 de novembro de 2024. Cópia arquivada em 19 de junho de 2024
22. ↑  Ryan Lynch (18 de janeiro de 2016). «Atletico Mineiro and Independiente Santa Fe take wins in Florida Cup doubleheader» (em inglês). University Press. Consultado em 3 de novembro de 2016. Cópia arquivada em 21 de outubro de 2020
23. ↑  «Fluminense empata com o Shakhtar na Florida Cup». O Globo. 17 de janeiro de 2016. Consultado em 3 de novembro de 2024. Cópia arquivada em 21 de janeiro de 2016
24. ↑  Roberto Assaf (17 de janeiro de 2016). «Com Ronaldinho sem brilho, Flu estreia com empate na Florida Cup». Lance!. Consultado em 3 de novembro de 2024. Cópia arquivada em 19 de janeiro de 2016
25. ↑  «Ronaldinho perde gol feito e Flu empata com o Shakhtar nos EUA». Universo Online. 17 de janeiro de 2016. Consultado em 3 de novembro de 2024. Cópia arquivada em 3 de novembro de 2024
26. ↑  «Fluminense se despede da Florida Cup com derrota para o Internacional». O Globo. 20 de janeiro de 2016. Consultado em 3 de novembro de 2024. Cópia arquivada em 3 de novembro de 2024
27. ↑  «Internacional ganha do Fluminense e fica em terceiro lugar na Florida Cup». Jornal do Comércio. 21 de janeiro de 2016. Consultado em 3 de novembro de 2024. Cópia arquivada em 3 de novembro de 2024
28. ↑  «Inter vence Flu no adeus de Ronaldinho e acaba em terceiro». Universo Online. 20 de janeiro de 2016. Consultado em 3 de novembro de 2024. Cópia arquivada em 16 de junho de 2021
29. ↑  «Corinthians se redime e vence o Shakhtar Donetsk na Florida Cup». Folha de S.Paulo. 20 de janeiro de 2016. Consultado em 3 de novembro de 2024. Cópia arquivada em 21 de janeiro de 2016
30. ↑  Bruno Casucci (20 de janeiro de 2016). «Shakhtar vacila, Romero faz dois, e Timão ganha a primeira em 2016». Lance!. Consultado em 3 de novembro de 2024. Cópia arquivada em 22 de janeiro de 2016